# Hautvillers
Hautvillers är en kommun i departementet Marne i regionen Grand Est (tidigare regionen Champagne-Ardenne) i nordöstra Frankrike. Kommunen ligger i kantonen Ay som tillhör arrondissementet Épernay. År 2022 hade Hautvillers 628 invånare.

## Befolkningsutveckling
Antalet invånare i kommunen Hautvillers
| Referens: INSEE |